# ライチュール・ドアーブ

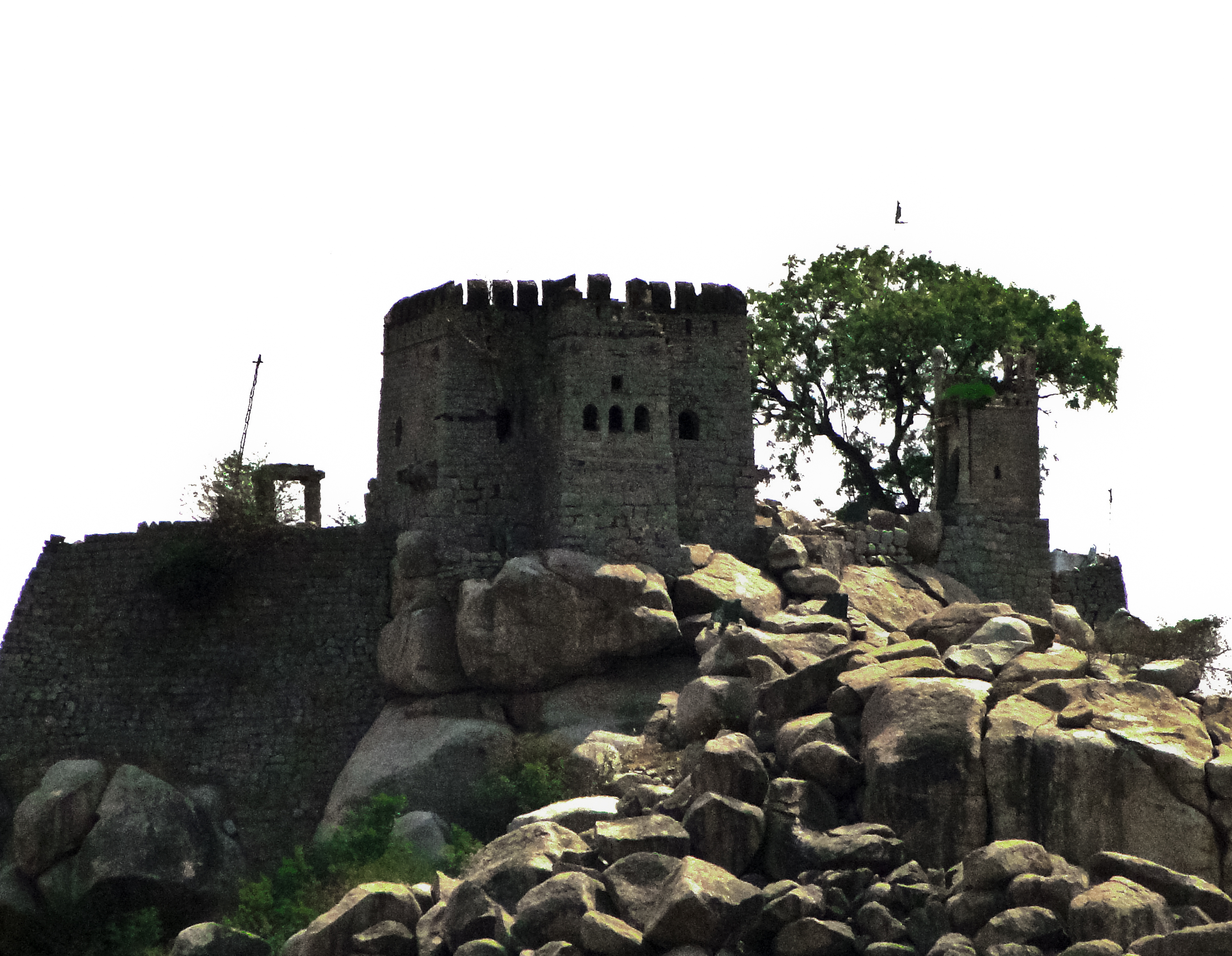
ライチュール城

ライチュール・ドアーブ（テルグ語:రాయచూరు అంతర్వేది、英語:Raichur Doab）は、南インド、カルナータカ州の現ライチュール県からアーンドラ・プラデーシュ州、トゥンガバドラー川からクリシュナ川へと至る地域のことを指す。ライチュール地方とも呼ばれ、地名は中心都市ライチュールの名からきている。
ライチュール地方は古より土地が肥沃で重要な地域であった。そのため、この地の領有をめぐり多くの王朝が争った。
特に14世紀以降、ヴィジャヤナガル王国とバフマニー朝が長くその領有を争い、その後はビジャープル王国がこの争いを引き継いだ。
1520年には、ライチュールとライチュール地方をめぐり、ヴィジャヤナガル王国とビジャープル王国の一大決戦が行われた（ライチュールの戦い）。